# خشخاش لاذع
خشخاش لاذع (الاسم العلمي: Papaver aculeatum) هي نوع نباتي يتبع جنس الخشخاش من الفصيلة الخشخاشية.  